# Calyampudi Radhakrishna Rao

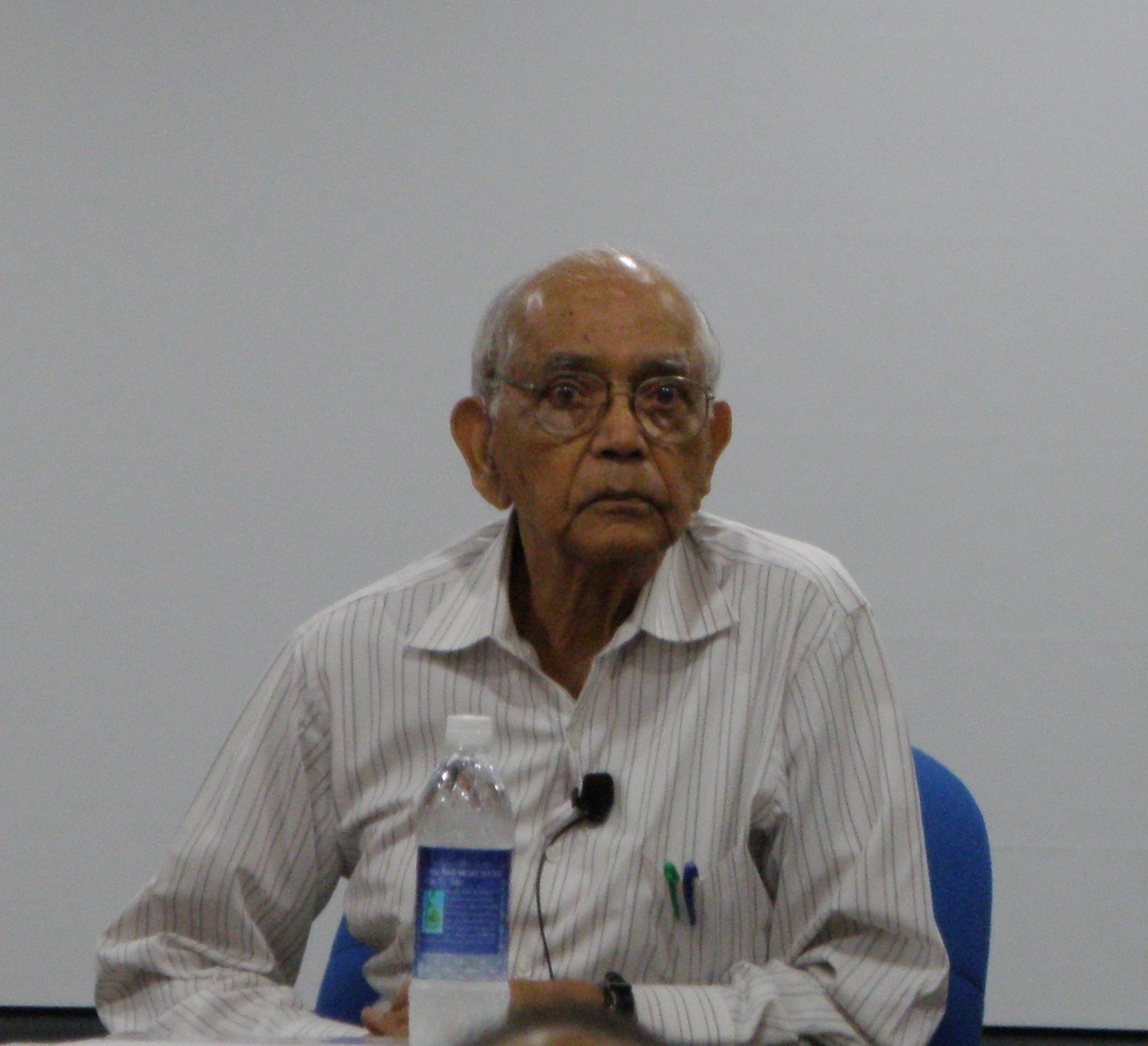
Calyampudi Radhakrishna Rao

Calyampudi Radhakrishna Rao (C. R. Rao; kannada: ಕಲ್ಯಾಂಪುದಿ ರಾಧಾಕೃಷ್ಣ ರಾಯ; ur. 10 września 1920 w Hadagali w stanie Karnataka, zm. 22 sierpnia 2023 w Buffalo) – matematyk i statystyk indyjski. Laureat Medalu Guya (2011).
Jego najbardziej znane odkrycia dotyczą teorii estymatorów. Był współautorem m.in. twierdzenia Rao-Blackwella i nierówności Rao-Craméra. Poza tym zajmował się m.in. statystyczną analizą wielowymiarową i geometrią różniczkową.

## Życiorys
Pierwszy doktorat (Ph.D.) uzyskał w 1948 roku w King's College na Uniwersytecie w Cambridge broniąc pracę pod kierunkiem Ronalda Fishera. W 1965 roku dołożył do tego stopień Sc.D. zdobyty na tym samym uniwersytecie. Następnie był emerytowanym profesorem na Pennsylvania State University. 
20 listopada 1989 Uniwersytet im. Adama Mickiewicza w Poznaniu przyznał mu tytuł doktora honoris causa.